# Торецьквугілля
Виробниче об'єднання «Торецьквугілля» охоплює 2 шахти, які видобувають коксівне вугілля та енергетичне, загальний фактичний видобуток 770 000 т (2003).

## Загальні відомості
Перейменовано із Дзержинськвугілля рішенням Міністерства енергетики та вугільної промисловості України у 2016 р.
Місце розташування — 85200, вул. 50 років Жовтня, 1, м. Торецьк, Донецької обл.
На базі ВО «Дзержинськвугілля» на виконання наказу Президента України від 6 липня 2004 року № 752 «Про заходи щодо підвищення ефективності управління вугільною галуззю та її розвитку» створена Донецька вугільна коксівна компанія. До складу компанії також увійшли державні підприємства «Макіїввугілля», «Добропіллявугілля», «Артемвугілля», «Мирноградвугілля», Вугільна компанія «Шахта "Краснолиманська"», а також відкриті державні акціонерні товариства: Шахта «Новодзержинська», «Шахта імені Гайового». Керівництво компанією як виконувач обов'язків прийняв директор шахти імені Дзержинського, найбільшої та найдавнішої шахти об'єднання Дзержинськвугілля, Аксьонов А. В.
Генеральним директором підприємства став генеральний директор ВО «Торецьквугілля» Житльонок Дмитро Михайлович. Проте вже 26 травня 2005 року наказом Міністерства палива та енергетики України Донецька вугільна коксівна компанія реорганізована шляхом виділення з її складу відокремлених підрозділів, у тому числі ВО «Дзержинськвугілля».
2008 року шахти ВО «Дзержинськвугілля» виконали на місяць раніше терміну річне завдання з видобутку, видавши 1 грудня на-гора 537 тисяч тонн вугілля, особливо високі результати показали гірники шахт «Торецька» і «Південна».. Проте 2009 року на тлі загальної фінансово-економічної кризи в країні, ВО «Дзержинськвугілля» опинилося на межі вибуху страйків: заборгованість по заробітній платі станом на квітень 2009 року склала 3 місяці, втім ситуацію поступово виправили.

## Підприємства
- Шахта «Центральна» (Торецьк)
- ДП «Шахта ім. Артема» (закрита 2003 року)
- ДП «Шахта «Торецька»